# Sex and Breakfast
Sex and Breakfast es una película de 2007 protagonizada por Macaulay Culkin, Eliza Dushku, Alexis Dziena y Kuno Becker. La filmación tuvo lugar en septiembre de 2006. La película se estrenó en Los Ángeles el 30 de noviembre de 2007, y fue lanzada en DVD el 22 de enero de 2008 por First Look Pictures. La película fue dirigida por Miles Brandman. 

## Reparto
| Actor             | Personaje           |
| ----------------- | ------------------- |
| Macaulay Culkin   | James               |
| Kuno Becker       | Ellis               |
| Eliza Dushku      | Renee               |
| Alexis Dziena     | Heather             |
| Joanna Miles      | Dr. Wellbridge      |
| Eric Lively       | Charlie             |
| Jaime Ray Newman  | Betty               |
| Tracie Thoms      | Inquilina           |
| Anita Gnan        | Mickey              |
| Robert Carradine  | Conductor enojado   |
| John Pleshette    | Anciano en elevador |
| Maree Cheatham    | Anciana en elevador |
| Vincent Jerosa    | Brian               |
| Margaret Travolta | Gail                |